# Канадське агентство міжнародного розвитку
Канадське агентство міжнародного розвитку (Canadian International Development Agency, CIDA) було федеральною канадською організацією, яка керувала програмами іноземної допомоги в країнах, що розвиваються. У 2013 році агентство було об'єднане з Міністерством закордонних справ федеральним урядом під керівництвом прем'єр-міністра Стівена Гарпера.

## Історія
CIDA була сформована в 1968 році урядом Канади під керівництвом Лестера Б. Пірсона. CIDA звітувала перед парламентом Канади через міністра міжнародного співробітництва. Її мандат полягав у «підтримці сталого розвитку в країнах, що розвиваються, з метою зменшення бідності та сприяння забезпеченню більш безпечного, справедливого та процвітаючого світу». Штаб-квартира CIDA розташовувалась на 200 Promenade du Portage у місті Ґатіно, Квебек.
Фінансування CIDA було предметом напружених дискусій, і консервативний уряд вніс суттєві зміни у процес фінансування, включаючи скорочення кількості НУО, які описуються як підтримка «лівацько-орієнтованих питань», таких як «Альтернативи, з осідком у Монреалі».

### Розпуск
У березні 2013 року консервативний уряд оголосив, що CIDA увіллється до Міністерства закордонних справ Канади, з пониженням статусу структур CIDA, причому МЗС було перейменоване на Департамент закордонних справ, торгівлі та розвитку, згодом перейменоване на Глобальні справи Канади (Global Affairs Canada). Критики заявили, що злиття відбере увагу від боротьби з бідністю, проте уряд консерваторів, а згодом і ліберальний уряд, який також підтримував програми CIDA під тим самим департаментом, сказав, що об'єднання призведе до більш узгодженого міжнародного порядку денного. У внутрішньому звіті відомства йдеться про те, що колишнім працівникам CIDA доведеться звикати до злиття.

## Мандат
1. Соціальний розвиток
CIDA підтримувала програми, що стосуються безпосередньо лікування ІПСШ та ВІЛ/СНІДу у країнах, що розвиваються. Він також називає базову освіту та захист прав дитини як пріоритети соціального розвитку країн, яким він допомагає.
2. Економічний добробут
Сприяння та просування програм мікрофінансування та освіти для програм сталого розвитку.
3. Екологічний сталий розвиток
Зосереджуючись на таких питаннях, як зміна клімату, деградація земель та водопостачання, CIDA прагнула допомогти країнам, що розвиваються, підтримувати здорові екосистеми.  CIDA була партнером Ініціативи Канади на захисті Іракських болотних угідь[5]. Наприклад, CIDA була основним донором Міжнародної програми LUBILOSA : яка розробила біологічний пестицид для боротьби з сараною на підтримку дрібних фермерів у Сахелі .
4. Врядування
CIDA прагнула до прав людини, демократії та належного врядування. Агентство також підтримувало ґендерну рівність.

## В Україні
На початку свого приходу в Україну КАМР підтримувало 3 великі програми проєктів:
- Партнерство в охороні здоров'я
- Партнерство в освіті
- Партнерство в громадянському суспільстві.

У кожній з програм було десятки проектів, які дали потужний матеріал для реформування відповідних галузей в Україні.
Серед успішних проєктів можна назвати:
- Впровадження вищої медсестринської освіти в Україні;
- Реформування соціальних служб в Україні;
- Запровадження інклюзивної освіти для дітей з особливими потребами в Україні[7].